# Référendums irlandais de 2013
Deux référendums ont lieu en république d'Irlande le 4 octobre 2013 afin de modifier la Constitution. Ils font suite à la promesse de réformes constitutionnelles du gouvernement de coalition du Fine Gael et du Parti travailliste issu des élections législatives de 2011 :
- le 32e amendement à la Constitution prévoit l'abolition du Seanad Eireann, la chambre haute du Parlement. Contre toute attente, les électeurs rejettent la proposition par 51,7 % contre 48,3 %[1] ;
- le 33e amendement à la Constitution prévoit la création d’une Cour d'appel. Il est approuvé par les Irlandais à plus de 65 %.

La participation ne dépasse pas les 40 %.

## Sources